# Lukas Reichel
Lukas Reichel (Núremberg, Alemania, 17 de mayo de 2002) es un jugador profesional alemán de hockey sobre hielo que se desempeña en la posición de extremo izquierdo en Chicago Blackhawks, equipo de la National Hockey League (NHL).

## Carrera
Fue seleccionado en la primera ronda en la NHL Entry Draft de 2020. En 2021 hizo su debut profesional con el equipo Chicago Blackhawks, donde lleva jugando tres temporadas.